# فريدريك هالفورسن
فريدريك هالفورسن (بالنرويجية البوكمول: Fredrik Halvorsen)‏ هو شخصية أعمال نرويجي، ولد في 1973 في أوسلو في النرويج.